# My First Summer
My First Summer je australský romantický a dramatický hraný film z roku 2020, který režírovala Katie Found podle vlastního scénáře. Hlavní role ztvárnily Markella Kavenangh a Maiah Stewardson. Snímek byl poprvé promítán na Filmovém Festivalu v Adelaide v Austrálii 24. října 2020. Dále se promítání dočkal i na festivalech Melbourne Queer Film Festival, Queer Screen – Mardi Gras Film Festival a BFI Flare: London LGBTIQ+ Film Festival a dalších festivalech s queer tematikou po celém světě. Vydán byl v Austrálii 2. března 2021. Film vypráví příběh zármutku, procesu léčení, dospívání, lásky a sexuálního probouzení.

## Děj
Šestnáctiletá Claudia (Markella Kavenangh) bydlí se svou psychicky narušenou matkou Veronicou (Edwina Wren) na odlehlém pozemku a je držena v naprosté izolaci od okolního světa. Poté, co se Veronica utopí, je Claudia odkázána sama na sebe. Snaží se nenápadně přebývat ve svém domě společně se starou fenkou Tilly, aby nebyla předána sociálním službám a nucena opustit domov plný vzpomínek.
Grace (Maiah Stewardson) sdílí domácnost se svou nepřátelskou matkou Donnou (Katherine Tonkin) a jejím znepokojujícím přítelem Mikem (Arthur Angel) v nedalekém městečku. 
Když se jednoho dne Grace objeví na Claudiině pozemku a slíbí, že její existenci zachová v tajnosti před místními policisty (Steve Mouzakis, Harvey Zielinsky), započne jejich skryté přátelství, vyvíjející se v mladou letní lásku. Grace navštěvuje každý den a seznamuje Claudii s věcmi, které doposud neměla šanci vyzkoušet. Jediné, co dívky a jejich romanci ohrožuje, jsou bezpečnostní orgány vyšetřující smrt Claudiiny matky.

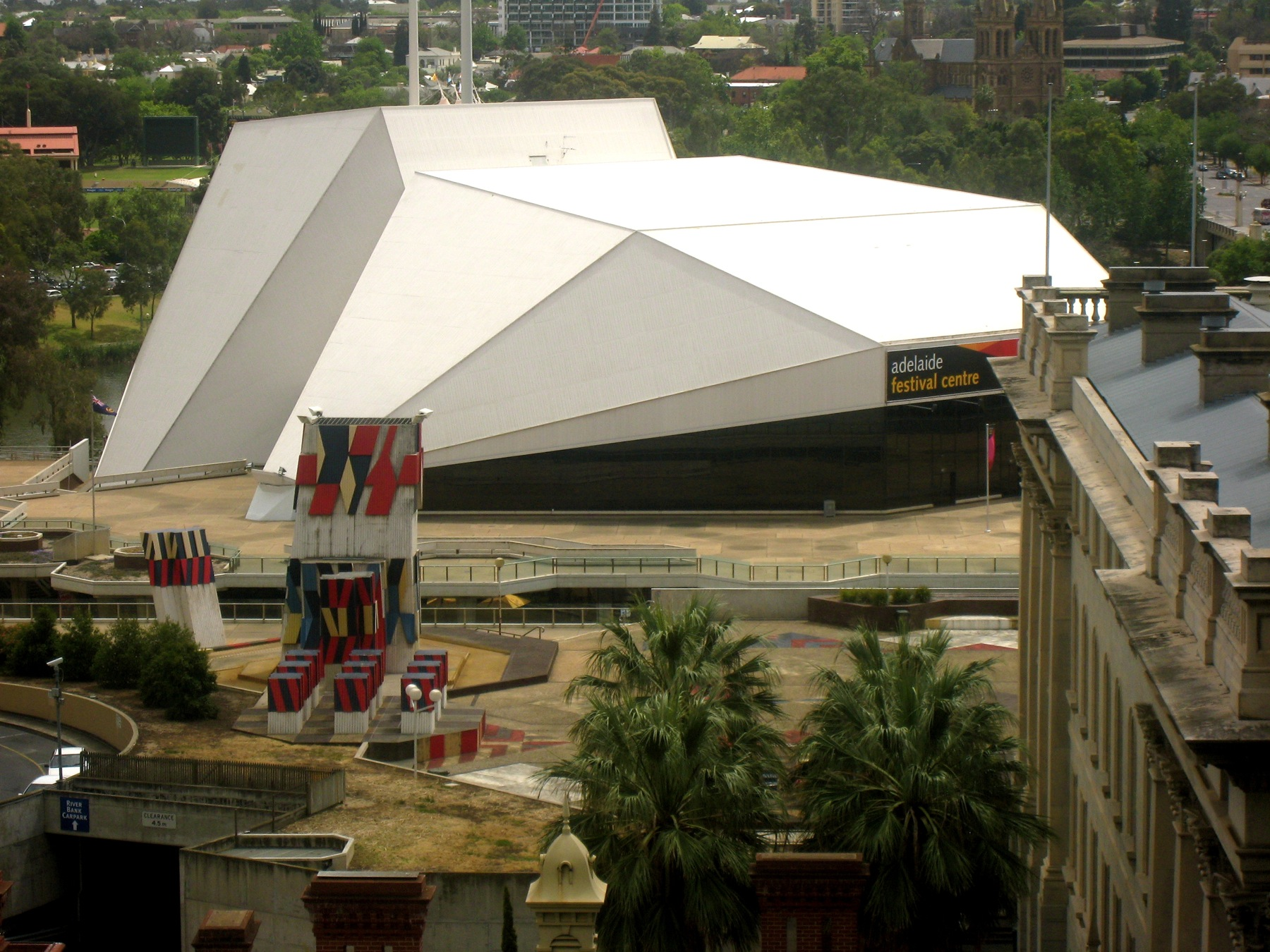
Budova Festivalového centra v Adelaide, kde byl film poprvé představen

## Obsazení
| Markella Kavenagh | Claudia          |
| Maiah Stewardson  | Grace            |
| Steve Mouzakis    | detektiv Croydon |
| Athur Angel       | Mike             |
| Katherine Tonkin  | Donna            |
| Edwina Wren       | Veronica Fox     |
| Harvey Zielinsky  | detektiv Jones   |

## Ocenění
Snímek získal tyto ceny:
- LesGaiCineMad 2021 – cena za nejlepšího režiséra/režisérku (Katie Found), cena za nejlepší herecký výkon (Markella Kavenagh, Maiah Stewardson)
- Milan International Lesbian and Gay Film Festival – cena za nejlepší dílo od mladého filmaře